# Tsola Dragojtjeva
Tsola Dragojtjeva, född 1898, död 1993, var en bulgarisk politiker.  Hon blev 1946 den första kvinnan att väljas in i parlamentet, och 1947 den första kvinnliga ministern. 
Efter den 9 september 1944 innehade hon ett antal befattningar – generalsekreterare för fosterlandsfrontens nationella kommitté (1944–1948), ordförande i Bulgarian National Women's Union (1945–1950), minister för post, telegrafer och telefoner (1947–1957), ordförande för den nationella kommittén för skydd av freden, sovjetisk vänskap (1957–1977) och sedan 1977 – dess hedersordförande m.fl. Hon var medlem av politbyrån för Centralkommittén för Bulgarian People's Party (k.) från 1941 till 4 januari 1948, då hon blev kandidatmedlem i politbyrån. Från 19 april 1966 till 4 november 1986 var hon återigen medlem av politbyrån för det bulgariska kommunistpartiets centralkommitté. Suppleant i den 26:e nationalförsamlingen, den 6:e högsta församlingen och den 2:a–7:e nationalförsamlingen. Socialistiska arbetets hjälte (1963). Folkrepubliken Bulgariens hjälte (1968).